# Jops Reeman
Gerard Simon Reeman, dit Jops Reeman, né le 9 août 1886 à Amerongen et mort le 16 mars 1959 à Zeist, est un footballeur international néerlandais, qui évoluait au poste d'attaquant.

## Biographie

### Carrière en club
Il passe l'intégralité de sa carrière de joueur au Quick Den Haag.

### Carrière en sélection
Il fait partie de la sélection néerlandaise lors des Jeux olympiques de 1908, compétition lors de laquelle il remporte la médaille de bronze. Il dispute les deux matchs de la sélection néerlandaise, inscrivant un but face à la Suède, ce qui constitue ses uniques sélections.

## Palmarès
Pays-Bas
- Jeux olympiques :
  -  Bronze : 1908.